# Japanski drijen
Japanski drijen (lat. Cornus kousa), odnosno Kousa drijen, listopadni je grm, odnosno manje stablo koje raste u Kini, Japanu i Koreji. Raste i na Tajvanu, u Sikimu i Butanu te na Ryukyu otocima. Uvezena je i naturalizirana vrsta na Havajima, te u američkim državama Connecticut i New York. Plodovi biljke su jestivi, a biljka se dugo i uvelike koristi u hortikulturi.Koristi se i u tradicionalnoj kineskoj medicini, a neka  novija  istraživanja potvrdila su neke od  primijena.

## Kultivirane odlike
| Kultivar                                                 | Boja cvjetnih brakteja | Listovi                                                                          | Habitus                                                                   | Napomene                                                                                               |
| -------------------------------------------------------- | ---------------------- | -------------------------------------------------------------------------------- | ------------------------------------------------------------------------- | --- |
| 'Beni Fuji'                                              | Crveno roza            |                                                                                  |                                                                           | U područjima s toplijim ljetom boja je slabija.                                                        |
| 'Elizabeth Lustgarten' i 'Lustgarten Weeping'            |                        |                                                                                  | Grane se savijaju na dolje.                                               | Nježan,zaobljen,zreli su primjerci vrlo atraktivni.                                                    |
| 'Gold Star'                                              | bijela                 | u sredini svakog lista zlatna traka,peteljke listova crvenkaste.                 | Sporo rastući tip,s vremenom razvija se u manje do srednje veliko stablo. | Upadljivi kontrast između crvenih plodova i zlatno poprskanih listova.                                 |
| 'Little Beauty'                                          |                        |                                                                                  | Formira malo,gusto razgranato stablo.                                     | . |
| 'Milky Way'                                              | Bijela                 |                                                                                  | Cvate i plodonosi obilato.                                                | Jedan od načešćih kultivara. Ovaj chinensis kultivar je vjerojatno sastavljen od više sličnih klonova. |
| 'Satomi' ili 'Miss Satomi' (u prodaji i kao 'Rosabella') | Duboka roza boja.      | U jesen lišće dobiva purpurnu ili duboko crvenu boju.                            | Grm srednje veličine.                                                     | Popularan kultivar.                                                                                    |
| 'Snowboy'                                                |                        | Sivo zeleno lišće bijelih rubova.                                                | Sporo raste.                                                              | Najbolje uspijeva na sjenovitim mjestima.                                                              |
| 'Summer Stars'                                           |                        |                                                                                  | Cvate obilato.                                                            | Brakteje nešto manje ali zato traju dulje nego kod drugih kultivara.                                   |
| 'Temple Jewel'                                           | Bijela                 | Listovi razno obojeni,prošarani zelenom zlatnom i roza bojom,starenjem pozelene. | Krošnja zbijena.                                                          | |
| 'Variegata'                                              |                        | Razni klonovi,lišćr prošarano žutom i zlatnom bojom.                             | Većinom sporo raste                                                       | Bolje uspijeva u sjeni.                                                                                |
| 'Wolf Eyes'                                              |                        | Grmoliki,spororastući oblik.                                                     | Također vrlo popularan kultivar,voli sjenu.                               | |

## Vanjske poveznice
- Cornus kousa. pfaf.org

|  | Zajednički poslužitelj ima još gradiva o temi Cornus kousa |
|  | Wikivrste imaju podatke o taksonu Cornus kousa             |